# Stephanos von Alexandria
Stephanos von Alexandria (lateinisch Stephanus Alexandrinus) war ein spätantiker griechischer Philosoph. Seine Tätigkeit fällt ins späte 6. und frühe 7. Jahrhundert.

## Leben
Stephanos erhielt seine Ausbildung in der neuplatonisch orientierten Philosophenschule von Alexandria, doch galt sein Interesse anscheinend weniger dem Platonismus als den Werken des Aristoteles und naturkundlichen Themen. Möglicherweise studierte er bei dem Neuplatoniker Elias, der ein Schüler Olympiodoros’ des Jüngeren war. Vermutlich war er nach dem Abschluss seiner Ausbildung als Philosophielehrer in Alexandria tätig.
Der oströmische Kaiser Herakleios holte bald nach seiner Machterlangung (610) den Philosophen nach Konstantinopel, wo dieser als „Weltlehrer“ (oikoumenikós didáskalos) Unterricht erteilen sollte. Stephanos hielt auch Vorträge vor dem Kaiser und widmete ihm eine Kurzfassung des astronomischen Werks des Theon von Alexandria. Sein Wirken in Konstantinopel – und die damit einhergehende Vermittlung philosophischer Inhalte der alexandrinischen Schule – bezeugt die kulturelle Spätblüte, die Ostrom in der Regierungszeit des Herakleios noch einmal erlebte, bevor das Reich nach dem Beginn der islamischen Expansion in eine schwere Krise geriet.
Die von Wanda Wolska-Conus vertretene Gleichsetzung des Philosophen Stephanos von Alexandria mit dem Arzt Stephanos von Athen, der in Handschriften seiner Werke auch als Philosoph bezeichnet wird, wird in der neueren Forschung zwar als Möglichkeit in Betracht gezogen, aber teils skeptisch beurteilt.

## Werke und Lehre
Stephanos schrieb Kommentare zu verschiedenen Werken des Aristoteles, darunter einen zu De interpretatione und einen zum dritten Buch von De anima (beide vollständig erhalten); weitere Aristoteles-Kommentare sind heute verloren. Bei der Auslegung des Aristoteles übernahm er nicht durchgängig die bei den alexandrinischen Neuplatonikern beliebte Harmonisierung der aristotelischen Lehren mit den platonischen, sondern vermerkte Unterschiede zwischen ihnen und bevorzugte Aristoteles. Allerdings macht sich in seinen Überlegungen zur aristotelischen Seelenlehre auch der Einfluss der neuplatonischen Denkweise bemerkbar. Er war zweifellos Christ, doch thematisierte er bei seiner Aristoteles-Kommentierung die Gegensätze zwischen der christlichen und der aristotelischen Weltanschauung nicht, sondern stellte die Ansichten des Aristoteles, die den christlichen widersprechen, als solche dar, ohne selbst dazu Stellung zu beziehen.
Außerdem verfasste Stephanos astronomische Abhandlungen und ein Werk über Alchemie.
Wanda Wolska-Conus identifiziert Stephanos von Alexandria mit dem sogenannten „Pseudo-Elias“, dem unbekannten Verfasser eines Kommentars zur Isagoge des Porphyrios. Diesem Kommentar sind nur fragmentarisch erhaltene Prolegomena zur Philosophie und eine Einleitung zur Isagoge vorangestellt; die ersten sieben der insgesamt 23 Lektionen (práxeis) der Prolegomena zur Philosophie fehlen.

## Textausgaben
- Michael Hayduck (Hrsg.): Stephani in librum Aristotelis de interpretatione commentarium (= Commentaria in Aristotelem Graeca Bd. 18 Teil 3). Georg Reimer, Berlin 1885 (kritische Ausgabe)
- Michael Hayduck (Hrsg.): Ioannis Philoponi in Aristotelis de anima libros commentaria (= Commentaria in Aristotelem Graeca Bd. 15). Georg Reimer, Berlin 1897 (kritische Ausgabe; enthält S. 446–607 den Kommentar des Stephanos zum dritten Buch von De anima, der damals noch irrig Johannes Philoponos zugeschrieben wurde)